# Eliezer Murilo Engelmann
Eliezer Murilo Engelmann, também conhecido apenas como Murilo (Santo Antônio da Patrulha, 19 de novembro de 1973) é um ex-futebolista brasileiro que atuava como goleiro.

## Carreira
Murilo começou sua carreira no Grêmio, em 1993. Foi reserva de Danrlei por dez anos, do juvenil ao profissional. Ficou no clube porto-alegrense até abril de 2000. 
Então, foi vendido ao Fluminense, onde permaneceu até 2003. Começou como reserva do experiente Zetti, em 2001 foi titular absoluto, em 2002 com a contratação do goleiro Kléber no meio do ano, permaneceu como o goleiro número 12 assim como no tricolor gaúcho. 
Em 2002, ano do centenário do Tricolor Carioca, como titular absoluto, Murilo foi campeão carioca. Na Copa do Brasil, o Tricolor Carioca teve uma participação nada boa, sendo eliminado na primeira fase pelo Brasiliense, jogo que Murilo cometeu uma falha em pleno Maracanã. No Brasileirão começou bem, teve a alegria de vencer o primeiro jogo, golearam o Cruzeiro por 5 a 1, com gols de Romário e Beto. Nas próximas rodadas, o Fluminense mesmo com a presença de Romário como líder do grupo, teve decaídas, ausência de gols e derrotas por goleadas, o ex-Grêmio e a zaga foram vistos como responsáveis deste fracasso, até contratarem um novo porta-redes, Kléber Guerra Marques. Renato Gaúcho, o então técnico do tricolor das Laranjeiras, barrou Murilo, Kléber passou a ser o camisa 1. Com o atleta no gol, o Fluminense chegou a perder de 6 a 0, partida ocorrida contra o São Paulo, não foi o culpado por esse vexame, mas isso mostrou aos torcedores do "pó de arroz" que a presença de Murilo não era o que estava levando o clube à ser "massacrado", e neste mesmo episódio o "baixinho" e o zagueiro Andrei discutiram em campo. O atacante deu um empurrão em Andrei, atingindo seu rosto. Essa falta de boa união em equipe demonstrou o motivo de o Flu estar passando pela sua má situação. O elenco após brigas e perdas se redimiu, engrenou e conseguiu o suficiente para se classificar para a fase mata-mata do torneio. O Fluminense terminou em sétimo lugar na tabela do Campeonato Brasileiro, classificando-se para as quartas de final. Na antepenúltima fase, o Flu venceu o São Caetano por 3 a 0. O técnico Renato foi suspenso neste mesmo jogo, na casa do Azulão quem comandou o tricolor foi seu auxiliar Ricardo Rocha. Fora de casa o Fluminense perdera por 2x0, terminando com a felicidade de ter sua vaga para a penúltima fase, nesta mesma partida Murilo foi o goleiro, devido à uma contusão de Kléber, fez duas defesas importantes durante esse jogo. Na semifinal, contra o Corinthians, venceram o primeiro jogo, que foi no maracanã, por 1 a 0, gol de Romário. Em São Paulo, perderam por 3 a 2, pelo empate no somatório do placar, foram eliminados, pois o Corinthians ficou melhor na pontuação antes das quartas de final, até 2002 o critério era esse. Mas uma vez Murilo precisou atuar, dessa vez entrando no segundo tempo, por causa de uma dor que Kléber sentiu durante o primeiro tempo de jogo, Ricardo Rocha decidiu substituí-lo. Kléber sofreu 1 gol no primeiro tempo, Murilo sofreu 2 no segundo, o camisa 12 antes de sofrer dois gols, fez boas defesas, mas não conseguiu evitar a virada corinthiana. Terminou o Campeonato Brasileiro em quarto lugar, não obtiveram a vaga para a Libertadores da América 2003, mas conquistaram o acesso a uma outra competição internacional, a Copa Sul-Americana de 2003.
Em 2003, mesmo como reserva, o tricolor do Rio chegou a precisar de sua participação, mas atuou apenas em 2 jogos do Campeonato Brasileiro, um contra o Grêmio, seu ex-clube, e outro na segunda partida do returno que foi contra o Fortaleza. Nas demais partidas que Kléber estava machucado, Fernando Henrique foi o substituto. Estando próximo de chegar as últimas rodadas do brasileirão, Murilo quis sair do Fluminense por causa de um atraso salarial. Como já havia sofrido este problema no Grêmio, não teve paciência, deixou o tricolor das Laranjeiras e ficou até 2004 sem clube.   
Em 2004, acabou indo para o Juventude, começou suplente de Eduardo Martini e seguiu durante toda sua permanência no clube alvi-verde como reserva.
No ano de 2006, Murilo jogou no São José de Porto Alegre, neste finalmente conseguiu voltar a ser titular. Encerrou a carreira no final de 2006.
Em 2008, entrou na Justiça contra o Grêmio, alegando que teria ficado seis anos no clube com um contrato único, o que é ilegal, já que a duração máxima de um contrato é de cinco anos.

## Títulos
Grêmio
- Campeonato Gaúcho: 1995, 1996 e 1999
- Copa Sul: 1999
- Copa do Brasil: 1994 e 1997
- Campeonato Brasileiro: 1996
- Recopa Sul-Americana: 1996
- Taça Libertadores da América: 1995

Fluminense
- Campeonato Carioca: 2002